# Gideon Okeke
Gideon Okeke es un actor, modelo y presentador de televisión nigeriano. En 2008, se unió al elenco de la serie Tinsel de MNET TV.

## Biografía
Hijo único, Gideon creció en Ajegunle, uno de los barrios marginales de Lagos. Asistió a la Universidad Nnamdi Azikiwe, donde estudió bioquímica aplicada. Posteriormente, se matriculó en el instituto Lee Strasberg de Nueva York, para estudiar actuación.

## Carrera profesional
Después de participar en la primera edición de Big Brother Nigeria, se unió al elenco de Tinsel, como Phillip Ade Williams, el arrogante hijo de un magnate. Es uno de los actores con más años en el reparto de la serie. También ha participado en la serie sudafricana Jacobs cross. En 2014, interpretó el papel de Bernard en la serie de irokotv Poisoned Bait, dirigida por la directora ganadora del premio BAFTA LA, Leila Djansi. Además, fue el presentador del programa de juegos Money Drop de DSTV.
Obtuvo su primer protagónico en la película dramática nigeriana Relentless en 2010, protagonizada junto a Jimmy Jean-Louis y Nneka Egbuna. Posteriormente, participó en el thriller policial de 2014 A Place in the Stars. En el mismo año, interpretó el papel de Tobena en la comedia romántica When Love Happens. Otras películas en su haber incluyen la comedia criminal Gbomo Gbomo Express y el drama romántico ghanés Anniverssary. En 2016, participó en el thriller dramático 93 Days, por el cual  recibió una nominación en los AMVCA por su interpretación del Dr. Morris Ibeawuchi, uno de los médicos sobrevivientes de la crisis del ébola en Nigeria.
También ha formado parte de producciones teatrales, incluida Fractures, una adaptación de A View From The Bridge de Arthur Miller. También interpretó a Fela Kuti en Fela... Arrest The Music y fue miembro del elenco de Saro The Musical 2.

### Vida personal
Gideon es un padre soltero con una hija nacida en marzo de 2016.

## Filmografía

### Teatro
| Título                   | Rol   | Ref.   |
| ------------------------ | ----- | ------ |
| Fractures                |       | [ 14 ] |
| Fela... Arrest the Music | Fela  | [ 15 ] |
| Saro the Musical 2       | Azeez | [ 17 ] |

### Televisión
| Año             | Título            | Rol                  |
| --------------- | ----------------- | -------------------- |
| 2007            | Big Brother Naija | Él mismo             |
| 2008 - presente | Tinsel            | Phillip Ade Williams |
|                 | Jacob's cross     |                      |
| 2014            | Poisnned Bait     |                      |
|                 | Money Drop        | Presentador          |

### Cine
| Año  | Título               | Rol              |
| ---- | -------------------- | ---------------- |
| 2006 | Relentless           | Obi              |
| 2014 | A Place in the Stars | Kim Dakim        |
| 2014 | ...When Love Happens | Tobena           |
| 2016 | 93 Days              | Morris-Ibeawuchi |
| 2016 | Gbomo Gbomo Express  | Francis          |
| 2021 | Loving Rona          | Benny Ramsey     |